# Nora Foss al-Jabri
Nora Foss al-Jabri (in arabo نورا فوز الجابري‎?; Gjøvik, 29 gennaio 1996) è una cantante norvegese.

## Biografia
Nora Foss al-Jabri è salita alla ribalta quando, da bambina, pubblicava video di cover online. In particolare, ha ottenuto popolarità la sua esecuzione di Hallelujah di Leonard Cohen, che è stata mostrata durante il programma Snutter su TV3.
Nel 2008 ha partecipato al talent show di TV 2 Norske Talenter, la versione norvegese del format Got Talent, dove è arrivata in finale, piazzandosi al 3º posto. Il 28 maggio 2009 è stata ospite all'Oprah Winfrey Show.
Dopo aver firmato un contratto discografico con la DaWorks Records, nel 2011 la cantante ha pubblicato il suo album di debutto eponimo, che ha raggiunto la 31ª posizione nella classifica norvegese.
Nel 2012 Nora Foss al-Jabri ha preso parte al Melodi Grand Prix, il programma di selezione del rappresentante norvegese per l'Eurovision Song Contest, dove ha raggiunto la finale e ha finito per piazzarsi 2ª con il suo inedito Somewhere Beautiful.

## Discografia

### Album in studio
- 2011 – Nora Foss al-Jabri

### Singoli
- 2011 – Dressed in Black
- 2012 – Somewhere Beautiful
- 2012 – What Are the Odds of That
- 2012 – Turn Out That Way
- 2014 – Berlin Wall
- 2019 – Gledestårer
- 2021 – Until Then
- 2022 – When We Were Fifteen (Ida's Song)
- 2025 – Sulale